# NGC 3372
NGC 3372 (другие обозначения — ESO 128-EN13, Туманность Киля, Туманность Эты Киля) — эмиссионная туманность (область ионизированного водорода) в созвездии Киль. Может наблюдаться в южном полушарии и тропических областях северного полушария Земли. Находится на расстоянии от 6500 до 10 000 световых лет от Земли. Приблизительные угловые размеры — 2,0°×2,0°, то есть примерно в 4 раза больше, чем угловой диаметр Солнца и полной Луны. Яркость (по шкале Линдса) −1 (самая яркая). Цвет — R (красный). Освещающая звезда — Эта Киля (HD 93308).
Внутри Туманности Киля находятся Туманность Гомункулус, Туманность Замочная Скважина, а также несколько рассеянных звёздных скоплений. Кроме Эты Киля, туманность содержит систему из двух сверхгигантов HD 93129 и ещё несколько крупных молодых звёзд класса О. Является одной из наиболее ярких областей HII в Галактике; она в 4 раза больше, чем более известная Туманность Ориона. Видимая звёздная величина 1,0m.
Туманность Киля — большая яркая туманность, которая в своих границах имеет несколько рассеянных звёздных скоплений. В ней находятся две большие ОВ-ассоциации (группы звезд, включающие в себя звезды спектрального класса О и В), Киль OB1 и Киль ОВ2. Ассоциация Киль ОВ1 размером 70 световых лет является наиболее массивной ассоциацией в нашей Галактике, содержит два звёздных скопления: Trumpler 14 и Trumpler 16.
Скопление Trumpler 14 — одно из самых молодых звёздных скоплений, образовавшееся около 500 тысяч лет назад; в него входит одна из наиболее ярких звёзд нашей Галактики, HD 93129 со светимостью в 2,5 млн раз больше светимости Солнца.
Скопление Trumpler 16 знаменито тем, что содержит звезду Вольфа — Райе WR 25, самую яркую звезду нашей Галактики, со светимостью в 6,3 млн солнечных. Кроме неё, в Trumpler 16 входит и гораздо более известная Эта Киля со светимостью около 5 млн солнечных.
Туманность Киля была открыта Николя Луи де Лакайлем, французским астрономом, в 1751-52 годах с мыса Доброй Надежды. Она входит в число перечисленных в оригинальной редакции Нового общего каталога.

Полноразмерное изображение туманности.